# José Mascaró
José Mascaró Pasarius (Alayor, Baleares, 1923 - Palma de Mallorca, 1996) fue un arqueólogo, cartógrafo, toponimista, historiador, editor y periodista español.
Su formación fue autodidacta, debido a las circunstancias familiares y de la guerra civil española. A los dieciocho años se alistó en la Legión Española (África) y allí, en el Gabinete de Topografía se formó en la técnica de la cartografía. Apasionado por la arqueología de forma prematura, en 1946 decidió realizar un mapa de Menorca sobre el que colocaría todos los monumentos prehistóricos de la isla, además de los topónimos, caminos, etc. Después de recorrer Menorca buscando toda clase de informaciones, publicó Croquis arqueológico de la isla de Menorca y Croquis turístico de la isla de Menorca (12 láminas), sus primeros dos mapas. En esta etapa menorquina publicó cartas arqueológicas de varios municipios, publicó artículos en El Iris, semanario que también dirigió, y promovió y dirigió la colección «Monografías menorquinas».
En 1952 emprendió la realización del Mapa general de Mallorca, que acabó en 1962. En 1957 había dejado Menorca y se había instalado con la familia en la isla mayor. En 1958 publicó Los monumentos megalíticos en la isla de Menorca (Premio Jaime I del Instituto de Estudios Catalanes). En el mismo año entró en la redacción del diario Baleares, en el que se encargó de diversas secciones de divulgación cultural y, más tarde, de una sección de crítica de arte. Entre 1962 y 1967 salió en fascículos el Corpus de toponimia de Mallorca, que recoge toda la toponimia del Mapa general de Mallorca, con planos, fotos y textos diversos. Concibió y coordinó una gran historia de Mallorca, que encargó a los especialistas en la materia y que salió en fascículos (Historia de Mallorca, 5 volúmenes, 1970-1975). Fue completada con Historia de Mallorca (décadas de la posguerra). Entre 1980 y 1985 coordinó y publicó Geografía e historia de Menorca, en 5 volúmenes, también con la aportación de especialistas y en fascículos.
En 1975 viajó a la isla de Pascua, cuya realidad difundió en numerosas conferencias. En la década de 1980 colaboró en diversos programas de TVE que difundían la cultura de las Islas Baleares. A partir de 1980 fue colaborador de Joan Corominas para el Onomasticon cataloniae, cuyo primer volumen, dedicado a las Islas Baleares fue obra suya y de Corominas. Entre 1988 y 1996 colaboró en la Gran enciclopedia de Mallorca, en la que realizó multitud de planos, fotos y textos. Fue miembro correspondiente de las academias de la Historia y de Bellas Artes de San Fernando y académico numerario de la Real Academia de Bellas Artes de San Sebastián. En 1996 recibió la Medalla de Oro de las Islas Baleares, y en el mismo año fue proclamado hijo ilustre de Alayor. En 2004 fue distinguido con la Taula d'Or del Premio Maria Luisa Serra, del Consejo Insular de Menorca.

## Obra
- Croquis arqueológico de la isla de Menorca (1951)
- Croquis turístico de la isla de Menorca (1951)
- Mapa general de Mallorca. Croquis topográfico a escala aprox. 1:31.250 (1952-1962)
- Els monuments megalítics a l'illa de Menorca (1958)
- Corpus de toponimia de Mallorca (6 volúmenes, 1962-1967)
- Prehistoria de las Balears (1968)
- Plano general de Palma y alrededores (1968)
- Nomenclátor del Plano general de Palma y alrededores (1969)
- Historia de Mallorca (5 volúmenes, 1970-1975)
- Geografía e historia de Menorca (5 volúmenes, 1980-1985)
- Historia de Mallorca (Décadas de la Post-guerra) (4 volúmenes, 1979-1982)
- Prehistòria de Menorca. Una aproximació a la seva coneixença (1980)
- Onomasticon cataloniae. Toponímia antiga de les illes Balears (1989)
- La toponímia i la cartografia antigues de les Illes Balears. Cartes de navegar i texts del segle VI abans de Crist fins a l’any 1599 (2000)
- Corpus de toponímia de Menorca. Distribució geogràfica dels topònims pre-romans, llatins, mossàrabs, àrabs i catalans (2005)